# Dendronotus orientalis
Dendronotus orientalis (Baba, 1932) è un mollusco nudibranchio della famiglia Dendronotidae.